# Voldemārs Veiss
 (août 2015).
Si vous disposez d'ouvrages ou d'articles de référence ou si vous connaissez des sites web de qualité traitant du thème abordé ici, merci de compléter l'article en donnant les références utiles à sa vérifiabilité et en les liant à la section « Notes et références ».
Voldemārs Veiss, version lettone de son nom allemand Woldemar Weiss, né le 7 novembre 1899 à Riga (capitale du gouvernement de Livonie de l'Empire russe) et mort le 17 avril 1944 à Riga (alors dans le Ostland), est un citoyen letton descendant d'Allemands de la Baltique, qui fut volontaire de la légion lettone de la Waffen SS.

## Biographie
Woldemar Weiss naît dans une famille d'Allemands de la Baltique de Riga dans le gouvernement de Livonie (Russie impériale).

### Avant 1941
Riga qui est peuplée majoritairement d'Allemands, puis de Juifs et de Russes et enfin de Lettons et de Polonais, est le théâtre d'affrontements multiples à partir de 1915, lorsqu'elle est occupée par les troupes de l'Empire allemand qui ont les faveurs de la population - majoritairement allemande - de la ville. Il en est de même après l'écroulement de l'Empire russe, et un an plus tard avec la fin de la guerre et la disparition de l'Empire allemand, lorsque des Freikorps allemands et lettons s'opposent aux Bolchéviques dans les rangs de qui s'engagent nombre de Lettons et de Juifs. La ville passe pendant quelque temps aux Bolchéviques, tandis que la Grande-Bretagne attend de placer ses pions. La Russie bolchévique ne peut plus soutenir plusieurs fronts et finalement la nouvelle république de Lettonie accède à l'indépendance avec Riga pour capitale, non sans avoir combattu pour des règlements de frontières avec les pays voisins.
C'est dans ce contexte que Woldemar Weiss passe sa jeunesse. Sa famille fait partie des Allemands qui ne quittent pas le pays après l'écroulement de l'Empire russe. Il prend donc la nationalité lettone, son nom s'écrivant désormais Veiss et il fait carrière dans l'armée lettone. Le pays est envahi à l'automne 1939 par l'Armée rouge, ce qui provoque de nombreuses déportations et arrestations, surtout des cadres du pays, car il faut démanteler cette Lettonie « bourgeoise ». Nombre d'Allemands de la Baltique ont déjà abandonné la Lettonie pour émigrer au pays de leurs ancêtres dans les années 1930 à l'appel de Hitler (comme le fait Alfred Rosenberg). Le pays est transformé en République socialiste soviétique.

### Après 1941
Les Soviétiques sont chassés de Lettonie en juin-juillet 1941 au cours de l'opération Barbarossa menée par l'Allemagne. L'heure de la vengeance sonne pour Veiss. La Wehrmacht arrive à Riga le 1er juillet 1941. Les Allemands forment alors des milices de défense et de police dans la population pour s'appuyer sur elles. Le lieutenant-colonel (Standartenführer dans la SS) Veiss est nommé à leur tête. Il lance des appels à la radio pour recruter des Lettons volontaires pour « se débarrasser des traîtres » qu'il vise nommément : les communistes, les fonctionnaires et les Juifs qui ont favorisé les Soviétiques. Beaucoup s'enrôlent à son appel et l'épuration politique commence.
Cependant quelques semaines plus tard, le 20 juillet, les occupants décident de réorganiser ces unités volontaires en forces auxiliaires de police, dont Weiss est toujours à la tête. Il est nommé à la fin de l'année 1941, premier vice directeur général de la direction générale de l'Intérieur, qui sert de ministère de l'Intérieur au Reichskommissariat de l'Ostland, dont font désormais partie Riga et l'ancienne Lettonie. Toute l'administration est alors réorganisée.
C'est aussi à l'automne 1941 que des unités de police auxiliaires commencent à être utilisées par la Wehrmacht pour des opérations sur le front, mais de manière ponctuelle. Cela change lorsque la 2e brigade lettone est formée. Elle comprend six bataillons lettons dont quatre sont issus de l'ancienne armée de la Première république lettone et ont l'expérience du combat. Des bataillons lettons participent à l'opération Winterzauber qui décime le nord de la Biélorussie, et Weiss fait partie de cette opération criminelle.
À la fin de 1943, la légion lettone, qui combat avec trois bataillons, est enlevée du front et renommée 1er régiment de volontaires lettons de la Waffen SS dont elle dépend directement. Weiss est mis au commandement de ce régiment SS qui est intégré à la 2e brigade lettone et accède au grade d'Obersturmbannführer.
Il reçoit en septembre 1943 la croix de fer de première classe pendant le siège de Léningrad qui affame la ville, en reconnaissance de son action à la bataille des champs de Spasskaïa près de Léningrad. En octobre suivant, il est nommé Legion-Standartenführer et commandant de toute l'infanterie de la 2e brigade lettone. En janvier 1944, Weiss dirige un Kampfgruppe à Nekhokovo et reçoit la croix de chevalier de la Croix de fer pour sa bravoure personnelle. La 2e brigade est transformée ensuite en 19e division SS de grenadiers (2e Lettons) et il garde son commandement de l'infanterie.
Il meurt à l'hôpital le 17 avril 1944, une semaine après avoir été touché par une grenade. La 49e division de grenadiers SS est baptisée en son honneur en mars 1945.
Woldemar Weiss est enterré au cimetière militaire de Riga.